# Laurence Rees
Laurence Rees (ur. 1957 w Ayr, Szkocja) – brytyjski historyk, dyrektor kreatywny programów historycznych BBC, autor sześciu książek o tematyce II wojny światowej i zbrodni z nią związanych.

## Życiorys
Kiedy był dzieckiem, jego rodzina przeniosła się do Birmingham. Jego ojciec pracował jako producent telewizyjny BBC.
Rees ukończył Solihull School oraz Uniwersytet Oksfordzki. Swoją karierę rozpoczął jako redaktor w serii dokumentalnej Timewatch, wyprodukowanej przez BBC.
W roku 1997 napisał, wyreżyserował i wyprodukował serię Naziści. Ostrzeżenie z historii (6 odcinków). W roku 2001 Horror na wschodzie (2 odcinki), w 2005 Auschwitz. Naziści i „ostateczne rozwiązanie” (6 odcinków), natomiast w roku 2008 nakręcił serial II wojna światowa. Za zamkniętymi drzwiami (6 odcinków). Otrzymał m.in. nagrodę BAFT-y, Grierson Award, International Documentary Award, British Press Guild Award i nagrodę festiwalu BANFF. W 2006 roku zdobył tytuł British Book Awards za powieść o Auschwitz-Birkenau – Auschwitz. Naziści i „ostateczne rozwiązanie”. Dzięki temu stał się pierwszą osobą, która otrzymała dwie nagrody BAFTA, dla serialu telewizyjnego za scenariusz, produkcję i reżyserię, a także British Book Award za książkę, na podstawie której powstał film.
Jego kolejna książka Za zamkniętymi drzwiami. Kulisy II wojny światowej została wydana w 2009 roku.
W 2005 roku otrzymał doktorat honoris causa nadany przez Uniwersytet w Sheffield, za zasługi dla historii i telewizji.

## Filmografia
- Timewatch (1982) reżyseria, scenariusz, produkcja, montaż
- We Have Ways of Making You Think (1992) scenariusz, produkcja
- Reputations: Beria - Stalin's Creature (1994) produkcja
- Reputations: Pope Pius XII - the Pope, the Jews and the Nazis (1995) produkcja
- Krucjaty (The Crusades, 1995) produkcja
- The Nazis: A Warning from History (1997) reżyseria, scenariusz, produkcja
- Timewatch: Secret Memories (1997) produkcja
- Tales from the Tomb: Lost Sons of the Pharaohs (1997) produkcja
- In the Footsteps of Alexander the Great (1998) produkcja
- War of the Century (1999) scenariusz, produkcja
- Sleeping with the Enemy (2000) produkcja
- Conquistadors (2000) produkcja
- Hitlers Krieg im Osten (2000) reżyseria
- Horror in the East (2001) scenariusz, produkcja
- The Ship (2002) produkcja
- Christmas Under Fire (2002) produkcja
- Koloseum: Rzymska arena śmierci (Colosseum: A Gladiator's Story, 2003) produkcja
- Auschwitz. Naziści i „ostateczne rozwiązanie” (Auschwitz: The Nazis and the 'Final Solution', 2005) reżyseria, scenariusz, produkcja
- Hitler's Place in History (2005) produkcja
- D-Day to Berlin (2005) produkcja
- The 50 Greatest Documentaries (2005) obsada aktorska, jako on sam
- Kulisy II wojny światowej (World War Two - Behind Closed Doors, 2009) reżyseria, scenariusz, produkcja (3 odcinki)

## Publikacje książkowe
- Naziści. Ostrzeżenie historii (1990)
- Horror in the East:Japan and the Atrocities of World War II (2002)
- Hitler i Stalin. Wojna stulecia (Prószyński i S-ka 2005)
- Auschwitz. Naziści i „ostateczne rozwiązanie” (Prószyński i S-ka 2005)
- Kaci i ofiary. Okrucieństwa II wojny światowej i ich sprawcy (Prószyński i S-ka 2008)
- Za zamkniętymi drzwiami. Kulisy II wojny światowej (Prószyński i S-ka 2009)
- Złowroga charyzma Adolfa Hitlera. Miliony prowadzone ku przepaści, przeł. Krzysztof Masłowski, Prószyński Media, Warszawa 2013, ISBN 978-83-7839-600-0.
- The Holocaust: A New History (2017), wydanie polskie jako Holokaust. Nowa historia. (Prószyński i S-ka) w 2018.